# Bogtryk
 "Bogtrykkeri" omdirigeres hertil. For andre betydninger af Bogtrykkeri, se Bogtrykkeri (dokumentarfilm).
Bogtrykkunsten er fremstilling af tekst og billeder med trykfarve på papir ved hjælp af en bogtrykpresse (håndpresse) eller en trykpresse. Bogtryk fik med opfindelsen af litografiet ofte en snæver betydning som højtryk med blytyper i modsætning til andre tryktyper som offsettryk og dybtryk. I dag bruges betegnelsen bogtryk (ukorrekt) om alle trykformer, der udføres af et trykkeri.

## Historie
Bogtrykkunsten blev først udviklet i Kina, hvor bloktryk med træplader var i brug i 500-tallet. I 1040 udviklede opfinderen Pi Sheng løse typer i træ, og to århundreder senere blev der lavet metaltyper af bronze i Korea. Udbredelsen af teknikken førte til, at kinesiske biblioteker indeholdt titusinder af værker, mens bøger fortsat var en mangelvare i Europa.
Kendskabet til bogtrykkunsten bevægede sig vestpå, gennem Indien og Arabien til Europa, men alligevel var man nødt til at genopfinde de løse typer i Europa. Det gjorde Johann Gutenberg i 1440 og brugte dem til trykning med en vinpresse. De tidligst trykte bøger kaldes inkunabler. Opfindelsen har meget af æren for den europæiske overgang fra middelalder til renæssance.
I Danmark indførte den tyske bogtrykker Johann Snell bogtrykkerkunsten, da han i 1482 åbnede sin forretning i Odense.
Her trykte han bogen Descriptio obsidionis urbis Rhodiæ (Fortælling om Belejringen af Byen Rhodus — af Tyrkerne 1480).
Der skulle gå 13 år, før Gotfred af Ghemen trykte den første dansk-sprogede bog i Danmark[kilde mangler]: Den danske Rimkrønike.
Johann Snell opholdt sig i 1483-84 i Sverige, hvor han også indførte bogtrykkunsten. Dermed fik Danmark og Sverige bogtrykkerier inden år 1500; Island omkring 1530, mens Norge først fik et bogtrykkeri omkring 1640. Dette regnes som hovedårsagen til, at norsk skriftsprog ikke kunne holde sig.
Mod slutningen af 1700-tallet kom en bølge af nye opfindelser som litografi.

## Teknik
Teksten trykkes med løse blytyper (eller sammenhængende tekstlinjer fra f.eks. en Linotype sættemaskine), for de store bogstavers vedkommende dog med typer udfræset i pæretræ. Illustrationer kan trykkes i samme arbejdsgang, hvis de er i højt relief. Ellers må illustrationerne trykkes separat og samles med teksten ved indbindingen af bogen.
Oprindeligt benyttede man illustrationer i træsnit, hvor stokken kunne trykkes sammen med satsen. Senere brugte man også kobberstik, der skulle trykkes i en anden slags trykpresse. Senere igen udviklede man xylografien, der er en avanceret form for træsnit og man begyndte at fremstille klicheer, der ad fotografisk vej var ætset i metal, oftest zink eller messing. En kliche kunne enten være i streg, dvs. sammenhængende sorte linjer eller en autotypi, hvor man gengav tonværdier med punkter i varierende størrelse vha. et raster. Bogtryk har også været kombineret med litografier.

## Trykpressernes udvikling
Den oprindelige trykpresse brugt af Gutenberg og i århundrederne derefter var en spindelpresse af træ, der spændtes sammen med håndkraft. Den var udviklet ud fra de presser til vin, olie m.v. Den tillod ikke, at man trykte på ret store ark (trykket var for lille), så man vendte ofte arket og trykte hver halvdel ad to omgange. I år 1800 fremstillede Lord Stanhope en presse af jern, der kunne levere et større tryk.  Trykpresser, der trykker en plan plade mod trykformen kaldes under et digeltrykpresser. Jernpresserne kunne i stedet for spindelen forsynes med et knæled, hvorved de væsentligt hurtigere kunne spændes sammen. I 1810 fremstillede Friedrich Koenig den første dampdrevne digeltrykpresse.  Digeltrykpresserne udvikledes efterhånden til en form, hvor trykpladen pressedes mod en lodret trykform i en bevægelse som en østers, der lukker skallen. En digeltrykpresse kunne stadig kun trykke på mindre papirark. Nogle digeltrykpresser var pedaldrevne, andre som de såkaldte fluesmækkere, var drevet ved træk i et håndtag. De kunne kun trykke på meget små ark: kvart eller oktav.
Et stort fremskridt kom, da Friedrich Koenig i 1811 opfandt den første dampdrevne cylindertrykpresse. I 1814 udkom avisen Times første gang trykt på en cylinderpresse udviklet af König og Andreas Friedrich Bauer. Her bevæger trykformen sig frem og tilbage først under et farveværk og dernæst under en trykcylinder, der presser papiret mod den indfarvede trykform. Da det samlede tryk ikke var så stort, muliggjorde cylinderpresserne, at man trykte på ret store ark. Man kunne også hurtigt trykke større oplag. Cylindertrykpresserne hed stopcylinderpresser, enturmaskiner, toturmaskiner, dobbeltmaskiner og kompletmaskiner afhængigt af måden de fungerede på.
Masseudgivelsen af aviser blev mulig med opfindelsen af rotationspressen. De første rotationspresser, hvor også trykformen er cylinderformet, så man slipper for den frem- og tilbagegående bevægelse, blev opfundet af Richard March Hoe i USA og senere, i 1848 af August Applegath ved Times i London. Disse trykte dog stadig med løse typer, der kun vanskeligt kan placeres på en cylinderform. De trykte også på løse papirark. I midten af 1860'erne opfinder flere uafhængigt af hinanden rotationspresser, hvor trykelementet er plader fremstillet ved stereotypi og som trykkede på papir i store ruller. Papiret skæres efterfølgende i stykker og falses og limes. Løse blytyper og klicheer er som sagt vanskelige at placere på en cylinder. Man anvendte derfor stereotypier, der egentlig var udviklet for at spare på det dyre typemateriale, når man havde brug for at have sats stående med henblik på genoptryk. Typerne og klicheerne samles som vanligt i en trykform, men nu presses i stedet en papmachéplade lavet af flere ark papir og klister ned over trykformen, hvorefter form og papir forsigtigt tørres i en ovn. Når massen er tør, løsnes den og bukkes i cylinderform og kan nu udstøbes med typemetal. Typemetal smelter ved en ret lav temperatur (ca. 120 °C), så papiret brænder ikke. Pladen af typemetal kan efter afhøvling anbringes i rotationspressen.